# Diplophos australis
Espèce
Diplophos australis est une espèce de poisson téléostéen.